# Alexis Soto
Alexis Soto (Avellaneda, 20 de outubro de 1993) é um futebolista profissional argentino que atua como  lateral esquerdo, atualmente defende o Defensa y Justicia.

## Carreira
Alexis Soto fez parte do elenco da Seleção Argentina de Futebol nas Olimpíadas de 2016.

## Títulos
Racing
- Campeonato Argentino: 2018–19